# 고흥군의 행정 구역
고흥군의 행정 구역은 2읍 14면 131법정리로 구성되어 있다. 고흥군의 면적은 776.30 km2이며, 인구는 2011년 8월 31일을 기준으로 34,982세대 73,053명이다. 70년대 28만까지 치솟았던 고흥군의 인구는 그 이후 심각한 감소세를 이어가고 있다.

## 행정 구역
| 읍·면  | 한자   | 면적   | 인구   | 법정리 |
| ------ | ------ | ------ | ------ | --- |
| 고흥읍 | 高興邑 | 35.02  | 12,765 | 고소리(姑蘇里), 호동리(虎東里), 성촌리(城村里), 등암리(登岩里), 호형리(虎形里), 남계리(南溪里), 옥하리(玉下里), 서문리(西門里), 행정리(杏丁里)                                                                 |
| 도양읍 | 道陽邑 | 33.50  | 10,803 | 장계리(長溪里), 관리(官里), 용정리(龍井里), 봉암리(鳳岩里), 득량리(得良里), 소록리(小鹿里), 시산리(矢山里) |
| 풍양면 | 豊陽面 | 48.06  | 3,813  | 상림리(上林里), 야막리(野幕里), 보천리(普天里), 당두리(堂頭里), 고옥리(沽玉里), 한동리(寒東里), 안동리(安洞里), 매곡리(梅谷里), 풍남리(豊南里), 송정리(松亭里), 율치리(栗峙里), 봉양리(鳳陽里)                 |
| 도덕면 | 道德面 | 37.78  | 3,430  | 도덕리(道德里), 신양리(新陽里), 가야리(柯也里), 봉덕리(鳳德里), 오마리(五馬里), 용동리(龍洞里) |
| 금산면 | 錦山面 | 65.67  | 4,983  | 대흥리(大興里), 어전리(於田里), 신전리(新田里), 신촌리(新村里), 석정리(石井里), 신평리(新平里), 오천리(五泉里)                                                                                                 |
| 도화면 | 道化面 | 66.12  | 4,738  | 가화리(加禾里), 구암리(九岩里), 사덕리(四德里), 발포리(鉢浦里), 덕중리(德中里), 봉산리(鳳山里), 당오리(堂梧里), 신호리(新虎里), 봉룡리(鳳龍里), 지죽리(支竹里)                                                 |
| 포두면 | 浦頭面 | 112.31 | 5,910  | 남성리(南星里), 옥강리(玉崗里), 차동리(車洞里), 세동리(細洞里), 길두리(吉頭里), 상대리(上大里), 봉림리(鳳林里), 장수리(長水里), 상포리(上浦里), 남촌리(南村里), 송산리(松山里), 오취리(梧翠里)                 |
| 봉래면 | 蓬萊面 | 28.32  | 2,243  | 사양리(泗洋里), 외초리(外草里), 예내리(曳內里), 신금리(新錦里) |
| 동일면 | 東日面 | 21.13  | 1,740  | 봉영리(鳳寧里), 백양리(百洋里), 덕흥리(德興里) |
| 점암면 | 占岩面 | 69.09  | 3,153  | 천학리(天鶴里), 장남리(莊南里), 강산리(江山里), 여호리(呂湖里), 화계리(花溪里), 성기리(聖基里), 모룡리(茅龍里), 대룡리(大龍里), 사정리(沙亭里), 연봉리(淵鳳里), 신안리(新安里)                                 |
| 영남면 | 影南面 | 43.62  | 1,599  | 양사리(楊蛇里), 금사리(錦巳里), 남열리(南悅里), 우천리(牛川里) |
| 과역면 | 過驛面 | 42.32  | 3,999  | 신곡리(新谷里), 백일리(白日里), 연등리(蓮燈里), 호덕리(虎德里), 석봉리(石鳳里), 과역리(過驛里), 노일리(老日里), 도천리(道川里)                                                                                 |
| 남양면 | 南陽面 | 39.52  | 2,741  | 장담리(長潭里), 신흥리(新興里), 대곡리(大谷里), 남양리(南陽里), 중산리(中山里), 월정리(月亭里), 망주리(望珠里), 침교리(沈橋里)                                                                                 |
| 동강면 | 東江面 | 41.44  | 3,744  | 유둔리(油芚里), 마륜리(馬輪里), 대강리(大江里), 매곡리(梅谷里), 한천리(寒泉里), 오월리(梧月里), 청송리(靑松里), 죽암리(竹岩里), 장덕리(掌德里), 노동리(魯東里)                                                 |
| 대서면 | 大西面 | 34.39  | 2,762  | 금마리(金馬里), 남정리(南亭里), 안남리(雁南里), 화산리(禾山里), 송림리(松林里), 송강리(松江里), 상남리(上南里)                                                                                                 |
| 두원면 | 豆原面 | 58.00  | 3,607  | 학곡리(鶴谷里), 관덕리(觀德里), 풍류리(風流里), 대금리(大錦里), 용당리(龍塘里), 대전리(大田里), 예회리(禮會里), 성두리(城頭里), 영오리(永梧里), 용산리(龍山里), 신송리(新松里), 용반리(龍盤里), 운대리(雲垈里) |

- 진한 글씨는 읍·면사무소 소재지

## 역사
- 1285년 고흥현
- 1395년 현(縣)을 폐지하고 보성군 조양현에 속하게 하고 진(鎭)을 설치하였다.
- 1441년(조선 세종) 장흥부의 두원현과 도양현을 설치 보성군 남양현을 편입하고 장흥현이라 개칭하였다.
- 1895년 음력 윤5월 1일 나주부 흥양군으로 개편하였다.[1]
- 1896년 8월 4일 전라남도 흥양군으로 개편하였다.[2]
- 1914년 4월 1일 흥양군 일원, 완도군 득량도, 돌산군 일부를 관할로 고흥군(高興郡)이 되었다.[3]

| 법률 제539호 읍설치에관한법률 |             | |
| 구 행정구역 | 신 행정구역 | 신 행정구역 |
| 흥양군 읍내면(邑內面) 유동리/고소리, 원동리/남계리/송곡리, 장전리/백련리/등암리, 예산리/서문리, 성촌리, 옥상리/옥하리/후동리, 행정리/교촌리/수덕리, 간천리/호서리/호동리, 호형리/동촌리/신흥리 | 고흥면      | 고소리, 남계리, 등암리, 서문리, 성촌리, 옥하리, 행정리, 호동리, 호형리                                                 |
| 흥양군 대강면(大江面) 병동리/죽산리/사동리 일부, 사서리/두산리/평촌리/마동리 일부/사동리 일부, 마서리 일부/마동리 일부, 신정리/당곡리/쌍암리/(동면) 매곡리, 가교리/유둔리/중촌리 | 동강면      | 노동리, 대강리, 마륜리, 매곡리, 유둔리                                                                                 |
| 흥양군 동면(東面) 월악리/오수리/와우리/세곡리 일부/내대리 일부/장동리 일부, 점촌리/장월리/관덕리/세곡리 일부/장동리 일부, 옹암리/죽동리/죽림리, 상송리/하송리 일부/내대리 일부/(보성군 남하면) 장동리 일부/박석리 일부/영동리 일부, 운동리/택촌리/신촌리                                                | 동강면      | 오월리, 장덕리, 죽암리, 청송리, 한천리                                                                                 |
| 돌산군 옥정면(玉井面) 장도리, 외백일리/내백일리 | 동강면      | 장도리 |
| 돌산군 옥정면(玉井面) 장도리, 외백일리/내백일리 | 남면        | 백일리 |
| 흥양군 남면(南面) 분천리/원등리/민등리/월평리/유동리 일부/석촌리 일부, 외로리/내로리, 도야리/송천리/우천리/유동리 일부, 구산리/봉촌리/월락리/석촌리 일부, 구곡리/신기리/인학리/(점암면) 당치리 일부, 호덕리/화덕리                                                                                      | 남면        | 과역리, 노일리, 도천리, 석봉리, 신곡리, 연등리, 호덕리                                                                 |
| 흥양군 대서면(大西面) 금당리/마암리, 고정리/중리/중산리/구남리/송정리/장전리/월등리/남당리 일부, 옹포리/내남리/장선리/내동리 일부, 서면리/구산리/화양리/내동리 일부/(대강면) 마동리 일부/마서리 일부 | 대서면      | 금마리, 남정리, 안남리, 화산리                                                                                         |
| 흥양군 남서면(南西面) 가야리/온동리/상남리, 하남리/송강리/신촌리, 송림리, 망동리/와야리, 옥주리/선정리, 탄포리/침교리/아평리/화담리 | 대서면      | 상남리, 송강리, 송림리                                                                                                 |
| 흥양군 남서면(南西面) 가야리/온동리/상남리, 하남리/송강리/신촌리, 송림리, 망동리/와야리, 옥주리/선정리, 탄포리/침교리/아평리/화담리 | 남양면      | 망주리, 월정리, 침교리                                                                                                 |
| 흥양군 남양면(南陽面) 양강리/기동리, 상와리/하와리/향기리/노송리, 장동리/거군리/주교리/하거리 일부, 장담리/월락리/거서리/송정리/옥천리/하거리 일부, 중산리/운교리 | 남양면      | 남양리, 대곡리, 신흥리, 장담리, 중산리                                                                                 |
| 흥양군 고읍면(古邑面) 고옥리/몽중리/삼각리/득가리, 공호리/당두리, 매곡리/백석리/내율리 일부, 죽천리/보천리, 신기리/봉양리, 상림리, 송정리/풍서리/풍동리 일부, 안동리/소곡리, 죽시리/청룡리/야막리, 사동/율치리/내율리 일부, 강동리/풍남리/풍동리 일부, 한서리/한동리                                    | 고읍면      | 고옥리, 당두리, 매곡리, 보천리, 봉양리, 상림리, 송정리, 안동리, 야막리, 율치리, 풍남리, 한동리                         |
| 흥양군 점암면(占岩面) 오산리/곡강리, 능정리/사도리, 남열리, 용두리/대촌리/오리, 회룡리/모동리, 서정리/사리/내동리/월송리, 성주리/두지리/한산리, 상신리/하신리/안치리, 사보리/양화리, 여도리, 연등리/봉남리/봉북리, 근천리/신성리/우두리/우암리, 시목리/굴막리, 구천리/가학리, 화전리/예동리/당치리 일부 | 점암면      | 강산리, 금사리, 남열리, 대룡리, 모룡리, 사정리, 성기리, 신안리, 양사리, 여호리, 연봉리, 우천리, 장남리, 천학리, 화계리 |
| 흥양군 도양면(道陽面) | 도양면      | 가야리, 관리, 도덕리, 용정리, 용동리, 봉덕리, 봉암리, 신양리, 장계리                                                   |
| 완도군 득량면(得良面) | 도양면      | 득량리 |
| 흥양군 도화면(道化面) 가화리, 구암리/단장리/을동리, 내발리, 오치리/당곤리, 중산리/덕산리, 청룡리/봉서리/봉동리, 봉산리, 동백리/신기리/호덕리, 화덕리/덕방리/덕흥리/덕촌리 | 도화면      | 가화리, 구암리, 내발리, 당오리, 덕중리, 봉룡리, 봉산리, 신호리, 사덕리                                                 |
| 흥양군 두원면(豆原面) | 두원면      | 운대리, 용반리, 신송리, 용산리, 학곡리, 영오리, 관덕리, 풍류리, 대금리, 성두리, 예회리, 용당리, 대전리                 |
| 흥양군 포두면(浦頭面) | 포두면      | 남촌리, 상포리, 장수리, 길두리, 상대리, 봉림리, 세동리, 차동리, 옥강리, 남성리, 송산리                                 |
| 돌산군 금산면(錦山面) 신흥리/대흥리 일부, 동정리/석교리, 소록리, 어전리 일부/신촌리 일부, 금진리/신촌리 일부, 신평리/월포리, 진장리/대흥리 일부/어전리 일부, 오마리, 오천리 | 금산면      | 대흥리, 석정리, 소록리, 신전리, 신촌리, 신평리, 어전리, 오마리, 오천리                                                 |
| 돌산군 봉래면(蓬萊面) 덕흥리, 양화리/사동 일부/백초리 일부, 사영리/봉남리/백초리 일부, 사양리, 시산리, 신금리, 예하리/내동, 외초리, 오취리, 지호리 | 봉래면      | 덕흥리, 백양리, 봉영리, 사양리, 시산리, 신금리, 예내리, 외초리, 오취리, 지죽리                                         |
13면 - 고흥면, 두원면, 고읍면, 도양면, 도화면, 포두면, 점암면, 남면, 남양면, 대서면, 동강면, 금산면, 봉래면
- 1931년 4월 1일 고읍면을 풍양면으로, 남면을 과역면으로 각각 개칭하였다.[4]
- 1963년 1월 1일 봉래면 시산리를 풍양면에 편입하는 등의 행정 구역 개편이 있었다.[5]

| 법률 제1175호         |             |
| 구 행정구역           | 신 행정구역 |
| 봉래면 시산리         | 풍양면 일부 |
| 봉래면 지죽리         | 도화면 일부 |
| 봉래면 오취리         | 포두면 일부 |
| 금산면 오마리, 소록리 | 도양면 일부 |
- 1973년 7월 1일 도양면을 도양읍으로 승격하였다.[6] 도양읍 도덕출장소를 설치하였다.[7] (1읍 12면)
- 1974년 4월 4일 도양읍 소록도에 소록출장소를 설치하였다.[8]
- 1979년 5월 1일 고흥면을 고흥읍으로 승격하였다.[9] (2읍 11면)
- 1983년 2월 15일 도양읍 도덕출장소를 도덕면으로 승격하고, 금산면 오천출장소를 신설하였다. (2읍 12면)[10]

| 법률 제1175호                                         |                    |
| 구 행정구역                                           | 신 행정구역        |
| 도양읍 가야리, 신양리, 도덕리, 봉덕리, 오마리, 용동리 | 도덕면 일원        |
| 동강면 장도리                                         | 보성군 벌교읍 일부 |
| 풍양면 시산리                                         | 도양읍 일부        |
| 금산면 신촌리 일부(상화도, 하화도)                    | 도양읍 일부        |
- 1986년 4월 1일 점암면 양사출장소를 산내면으로 승격하였다. (2읍 13면)
- 1987년 1월 1일 도양읍 소봉리를 봉서리로, 풍양면 월동리를 영호리로 개칭하였다.
- 1989년 4월 1일 산내면을 영남면으로 개칭하였다.
- 1990년 7월 1일 봉래면 내도출장소를 동일면으로 승격하였다. (2읍 14면)
- 1990년 8월 1일 보성군 벌교읍 장도리 중 죽도를 고흥군 동강면 노동리로 편입하였다.